# Eugène Dieudonné
Pour les articles homonymes, voir Dieudonné (homonymie).

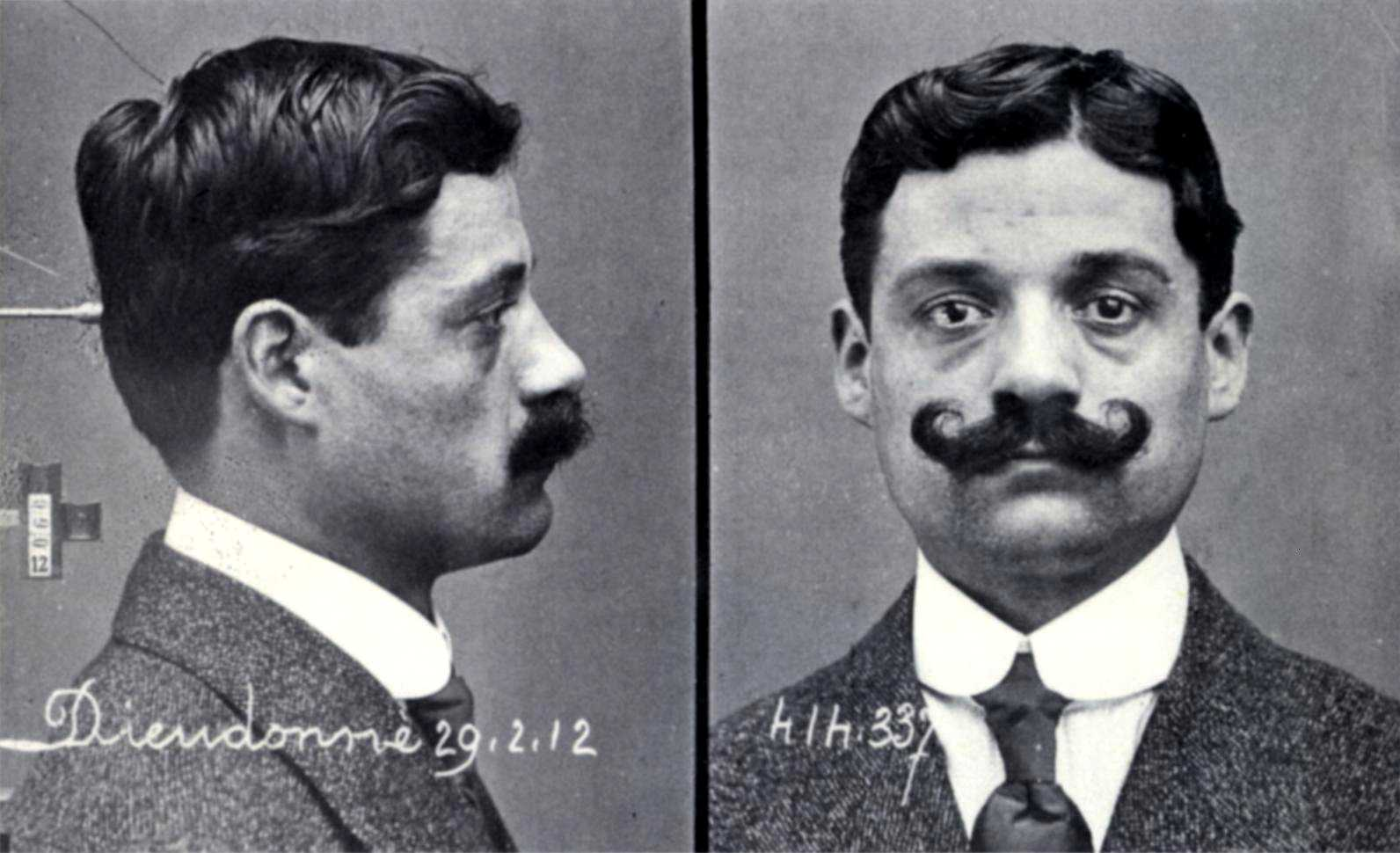
Photos anthropométriques d'Eugène Dieudonné en 1912.

Eugène Dieudonné (né le 1er mai 1884 à Nancy, mort le 21 août 1944 à Eaubonne) est un anarchiste français. Accusé d'être membre de la bande à Bonnot et d'avoir tiré sur un garçon de recette lors de l'attaque d'une banque rue Ordener à Paris, il est condamné aux travaux forcés à perpétuité et transféré au bagne en Guyane dont il s'évade après une douzaine d'années. Il est gracié grâce à une campagne de presse d'Albert Londres et Louis Roubaud.

## Biographie
Camille Eugène Marie Dieudonné est le fils de Charles Pierre Marie Dieudonné (1854-1891), cordonnier, et de Cécile Aubertin (1852-1919). Il naît le 1er mai 1884 à Nancy.
Il se marie à Nancy, le 20 juillet 1907, avec Louise Kaiser (1890-1971). Mariage dissout par jugement de divorce, le 18 mars 1919, par le tribunal civil de la Seine.
Dieudonné fréquente le siège du journal l'Anarchie, journal anarchiste dirigé par Victor Serge et auquel il collabore. Il y rencontre Jules Bonnot lorsque celui-ci vient au siège du journal.

### Bande à Bonnot
Alors qu’il vit avec sa femme et son fils dans une pension au no 45 de la rue Nollet dans le quartier des Batignolles du 17e arrondissement de Paris, il est arrêté le 28 février 1913, accusé d'être le quatrième homme du braquage de la rue Ordener dans le 18e arrondissement de Paris . Le 21 décembre 1912, Jules Bonnot, Octave Garnier, Raymond Callemin et un autre complice avaient attaqué l'agence bancaire de la Société générale, premier braquage en France réalisé avec une automobile. Le garçon de recette de la banque, Ernest Caby, avait été grièvement blessé, touché par deux balles tirées dans la nuque et dans le poumon. Premier de la bande à être arrêté, Dieudonné est formellement reconnu par Caby et par son collègue Peemans.

#### Procès
Dieudonné et Callemin, arrêté peu de temps après lui au sortir d'une planque de rue de la Tour-d'Auvergne dans le 9e arrondissement de Paris, comparaissent le 3 février 1913, avec les rescapés de la bande à Bonnot, devant la cour d'assises de la Seine.
Octave Garnier, par voie de presse le 19 mars, essaye de l'innocenter, tout en provoquant les forces de l'ordre, et Jules Bonnot, tué lors d'un assaut de la police et de l'armée à Choisy-le-Roi, l'innocente aussi dans son testament.
Lors du procès, Callemin affirme que Dieudonné n'a pas participé au braquage. Ils sont tous les deux condamnés à mort. Callemin est guillotiné devant la prison de la Santé un mois plus tard.
La peine de Dieudonné est commuée en travaux forcés à perpétuité par le président de la République Raymond Poincaré.

#### Bagnes et évasion
Le 22 décembre 1913, il est envoyé au bagne des îles du Salut au large de la Guyane française où il occupe son temps comme menuisier ébéniste, puis est transféré au bagne de Cayenne. Il s'en évade le 6 décembre 1926 et rejoint le Brésil. Pendant son emprisonnement au bagne, son matricule est 41143.

#### Grâce et retour en France
Il est finalement gracié, après les campagnes des journalistes Albert Londres et Louis Roubaud. Rentré en France, il exerce le métier d'ébéniste dans le faubourg Saint-Antoine à Paris. Il écrit La Vie des forçats préfacée par Albert Londres.
Il se marie de nouveau avec Louise Kaiser, le 31 janvier 1928 à Paris, dont il divorcera pour la seconde fois le 7 novembre 1934.
En 1934, il collabore au film Autour d'une évasion qui lui est consacré par Jacques-Bernard Brunius, écrivain et cinéaste proche du mouvement surréaliste.

## Œuvre
- La Vie des forçats, Les Documents Bleus; Notre temps, numéro 22 Éditions Gallimard, 1930.
- La Vie des forçats, Libertalia, 2007,  (ISBN 978-2-9528292-1-2).

### Notices
- Dictionnaire des anarchistes, « Le Maitron » : notice biographique.
- Dictionnaire international des militants anarchistes : notice biographique.
- Dictionnaire biographique, mouvement ouvrier, mouvement social : notice biographique.
- L'Éphéméride anarchiste : notice biographique.
- Madeleine Leveau-Fernandez : Eugène Dieudonné: Un libertaire à la Belle Époque

### Filmographie
- Autour d'une évasion, 1934, Jacques-Bernard Brunius. Film restauré par les Archives françaises du film

### Bandes dessinées
- Fabien Bedouel (dessin) et Pat Perna (scénario), Forçats, Les Arènes, 2016-.
- Laurent Maffre (dessin) et Albert Londres (adapté de l’œuvre de), L’homme qui s’évada, Actes Sud BD, 2006-.